# House at 37 Center Street

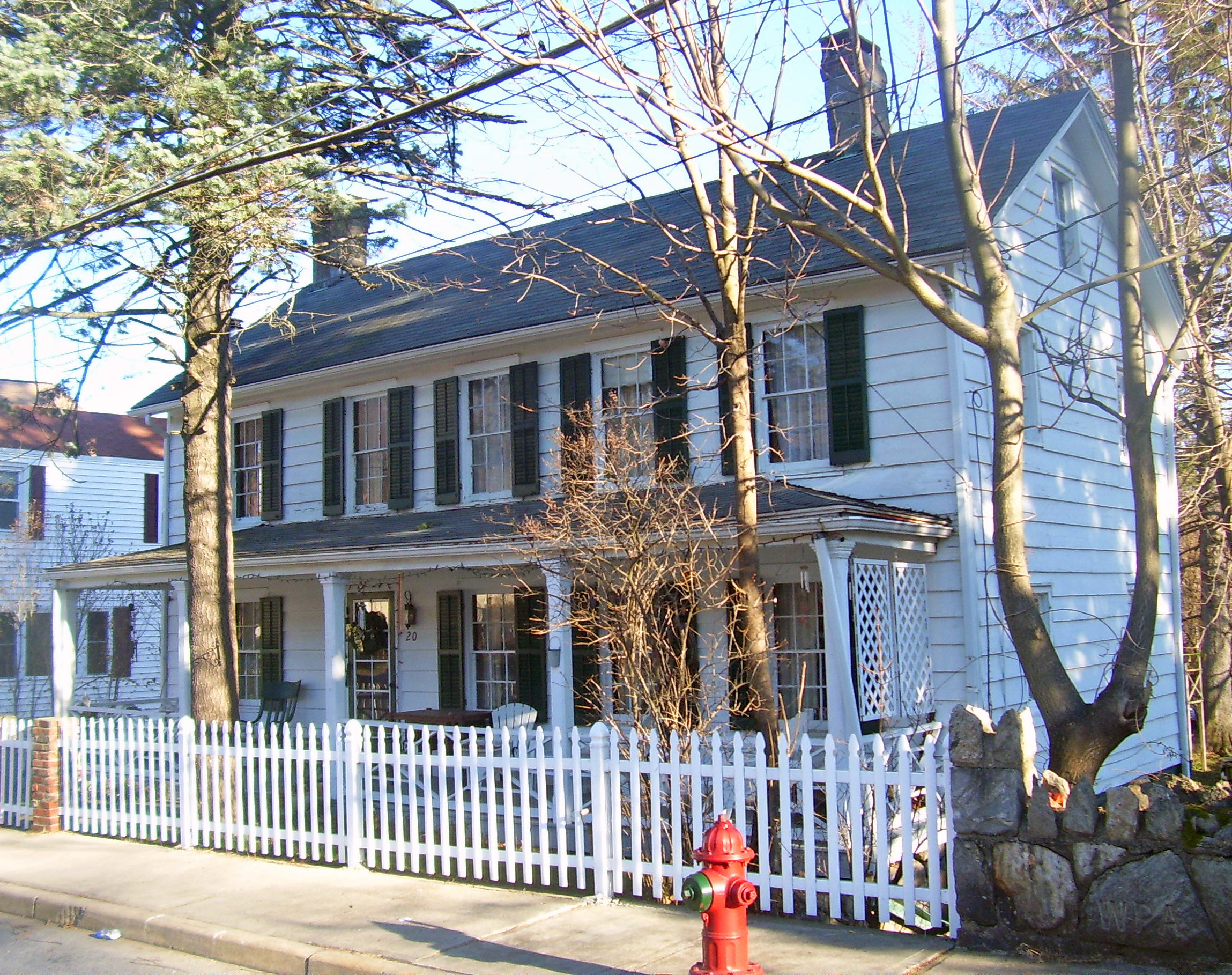
Ansicht des Hauses von Südwesten (2008)

Das House at 20 Center Street (früher 37 Center Street) ist ein Wohnhaus in Highland Falls, New York in den Vereinigten Staaten, das in Holzständerbauweise Mitte des 19. Jahrhunderts im klassizistischen Stil errichtet wurde. Es ist eines der wenigen Häuser in diesem Stil und dabei das stilechteste in den Hudson Highlands. Es wurde 1982 im Namen einer Multiple Property Submission in das National Register of Historic Places aufgenommen.

## Gebäude
Das Haus befindet sich an der Ostseite der Center Street, etwa einen halben Straßenblock nördlich der Mountain Avenue (New York State Route 218) und einen Block westlich des Zentrums von Highland Falls. Nördlich und südlich des Hauses stehen andere Wohnhäuser, die meist aus derselben Zeit stammen oder früher entstanden, jedoch während der Zeit modifiziert wurden. Auf der Westseite der Straße steigt das Gelände an zu einem Sportplatz und daran anschließend der Highland Falls Middle School. Das Haus steht auf einem kleinen Grundstück mit einem Lattenzaun am Gehweg.
Das Gebäude selbst ist ein fünf auf zwei Joche spannendes zweieinhalbstöckiges Gebäude mit Holzbodenverkleidung auf einem Sockel aus Feldsteinen. Es hat ein Satteldach, das mit Schindeln aus Teerpappe gedeckt ist und auf dessen First an beiden Enden ein Schornstein aus Backsteinen sitzt. An der nach Westen gelegenen Vorderseite befindet sich eine Veranda, die über die ganze Länge des Gebäudes läuft. Das Dach der Veranda wird von dekorativen Pfosten getragen.

## Geschichte
Das Haus wurde erstmals mit den Anfangsbuchstaben BK auf einer Karte von 1875 dokumentiert, wobei diese Initialen für den Namen des damaligen Besitzers Bernard Kenney stehen. Die schlichte architektonische Verschmückung des Hauses, in erster Linie nur die Fensterbänke und Fensterstürze, ähnelt der anderer Häuser in der näheren Umgebung, die um 1850 oder früher erbaut wurden. Dabei handelt es sich um die älteste Häusergruppe in Highland Falls. Das Haus ist jedoch herausstehend, weil kein anderes klassizistisches Wohnhaus in den Hudson Highlands den Baustil so vollkommen ausdrückt.
Seit seiner Errichtung wurde das Haus stets zu Wohnzwecken genutzt, und es ist auch 2010 bewohnt. Es wurde in seiner Geschichte kaum verändert. Der Lattenzaun auf der Vorderseite wurde 1982 hinzugefügt. Gegen Ende des 20. Jahrhunderts wurde die Hausnummer von 37 auf 20 geändert, als Häuser an vielen Straßen im Orange County neue Hausnummern erhielten, um Notrufeinsätze zu vereinfachen.

## Belege
1. ↑  National Register Information System. In: National Register of Historic Places. National Park Service, abgerufen am 16. Oktober 2015 (englisch).
2. 1 2 3  Elise M. Barry: National Register of Historic Places Registration: House at 37 Center Street. New York State Office of Parks, Recreation and Historic Preservation, April 1982, archiviert vom Original am 14. Oktober 2012; abgerufen am 28. Juli 2010 (englisch).  Info: Der Archivlink wurde automatisch eingesetzt und noch nicht geprüft. Bitte prüfe Original- und Archivlink gemäß Anleitung und entferne dann diesen Hinweis.

Koordinaten: 41° 22′ 11″ N, 73° 58′ 3″ W